# Caribert de Laon
Pour les articles homonymes, voir Caribert.
On ne sait que peu de choses sur le comte Caribert de Laon ou Charibert, mort après le 23 juin 720 ou plutôt entre 744 et 762.

## Biographie
En 721, il signe avec sa mère Bertrade l'Ancienne l'acte de fondation de l'abbaye de Prüm, puis la même année et toujours avec sa mère une donation faite à l'abbaye d'Echternach.
D'après un acte de sa fille et son gendre, il est mort avant 762.

## Généalogie
Son père est inconnu. Ce père inconnu de Caribert est probablement un Hugobertide.
On a pensé qu'il était le comte ou duc Martin, maire du palais d'Austrasie, décédé en 680, frère ou cousin de Pépin de Herstal, fils de Grimaud, maire du palais d'Austrasie, décédé en 662, et petit-fils maternel de Clotaire II et Bertrude, dont parle le continuateur de Frédégaire, mais ce Martin doit son existence à une mauvaise interprétation de texte et, si ce Martin est bien existant, il n'est pas le père de Caribert, selon Christian Settipani,.
Le nom de son épouse n'est pas mentionné dans des documents contemporains ou ultérieurs. Selon des études récentes cette épouse pourrait se prénommer Gisèle.
En 744, sa fille Bertrade de Laon dite Berthe au Grand Pied, épouse Pépin le Bref, maire du palais et futur roi des Francs,.